# Rallye de Pologne
Navigation
Édition 2023 Édition 2024
Le rallye de Pologne est une épreuve de rallye automobile sur terre sporadiquement incorporée au championnat du monde des rallyes. 

## Histoire
La première édition eu lieu en 1921, ce qui en fait le troisième plus ancien rallye encore aujourd'hui en activité après ceux d'Autriche (1910) et de Monte-Carlo (1911). 
Il a toujours fait partie du Championnat d'Europe des rallyes depuis 1960. 
Il est cependant devenu une manche à part entière du championnat mondial en 1973 et 2009, avant d'obtenir un troisième assentiment par la FIA en 2014 pour la fin du mois de juin, sachant imposer son programme d'organisation face aux candidatures des épreuves brésilienne, chinoise, indienne, russe et sud-africaine. Quelques épreuves spéciales sont programmées en Lituanie toute proche. Centré depuis 2005 sur Mikołajki en Voïvodie de Varmie-Mazurie, il est proposé par le Polski Związek Motorowy (PZM, la fédération polonaise), avec l'aide financière de la compagnie pétrolière LOTOS en 2014 et 2015.
Sobieslaw Zasada l'a remporté à quatre reprises, devant Robert Droogmans et Krzysztof Holowczyc tous deux à trois. Jean-Claude Andruet et Bernard Darniche s'y sont imposés lors de leurs sacres européens respectifs de 1970 et 1977, alors que Bryan Bouffier a plus récemment terminé second en 2008 et 2012.

## Palmarès

### WRC
| Année | Pilote                  | Copilote               | Voiture                | Résultats    |
| ----- | ----------------------- | ---------------------- | ---------------------- | ------------ |
| 1973  | Achim Warmbold (GER)    | Jean Todt (FRA)        | Fiat Abarth 124 Rallye | Édition 1973 |
| 2009  | Mikko Hirvonen (FIN)    | Jarmo Lehtinen (FIN)   | Ford Focus RS WRC 08   | Édition 2009 |
| 2014  | Sébastien Ogier (FRA)   | Julien Ingrassia (FRA) | Volkswagen Polo R WRC  | Édition 2014 |
| 2015  | Sébastien Ogier (FRA)   | Julien Ingrassia (FRA) | Volkswagen Polo R WRC  | Édition 2015 |
| 2016  | Andreas Mikkelsen (NOR) | Anders Jæger (NOR)     | Volkswagen Polo R WRC  | Édition 2016 |
| 2017  | Thierry Neuville (BEL)  | Nicolas Gilsoul (BEL)  | Hyundai i20 Coupe WRC  | Édition 2017 |
| 2024  | Kalle Rovanperä (FIN)   | Jonne Halttunen (FIN)  | Toyota GR Yaris Rally1 | Édition 2024 |

### Général

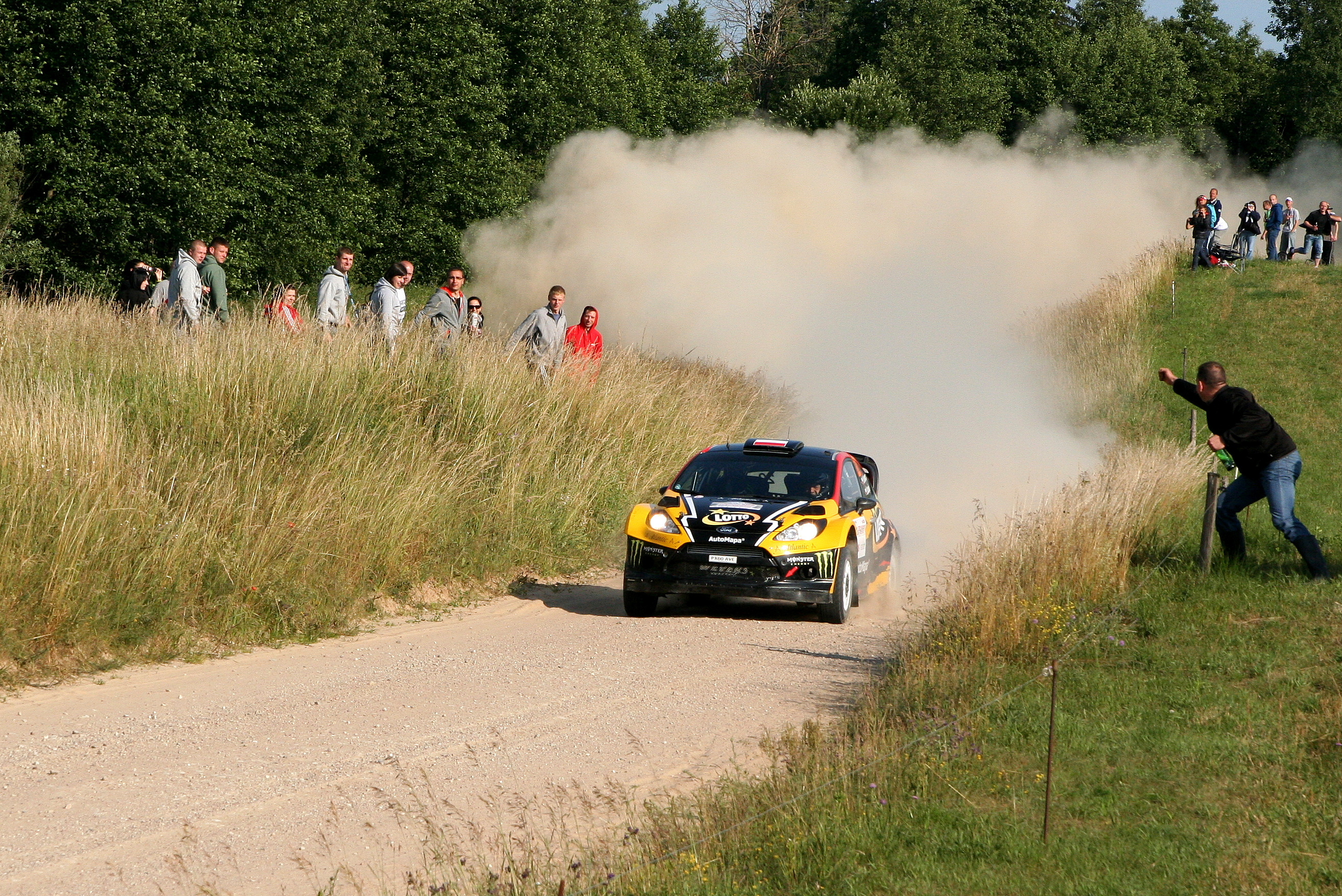
Krzysztof Holowczyc lors de l'édition 2014...

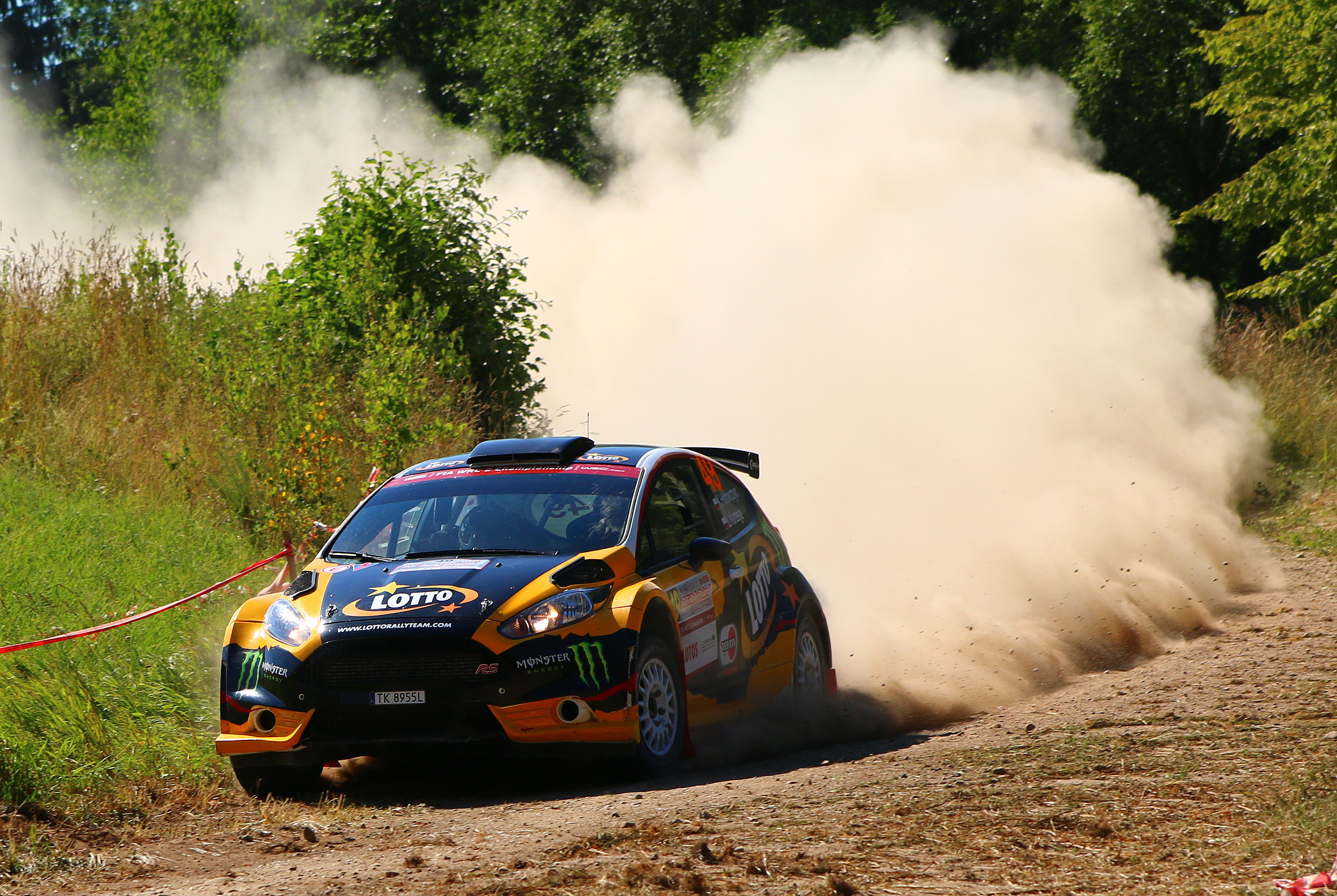
...puis 2015.

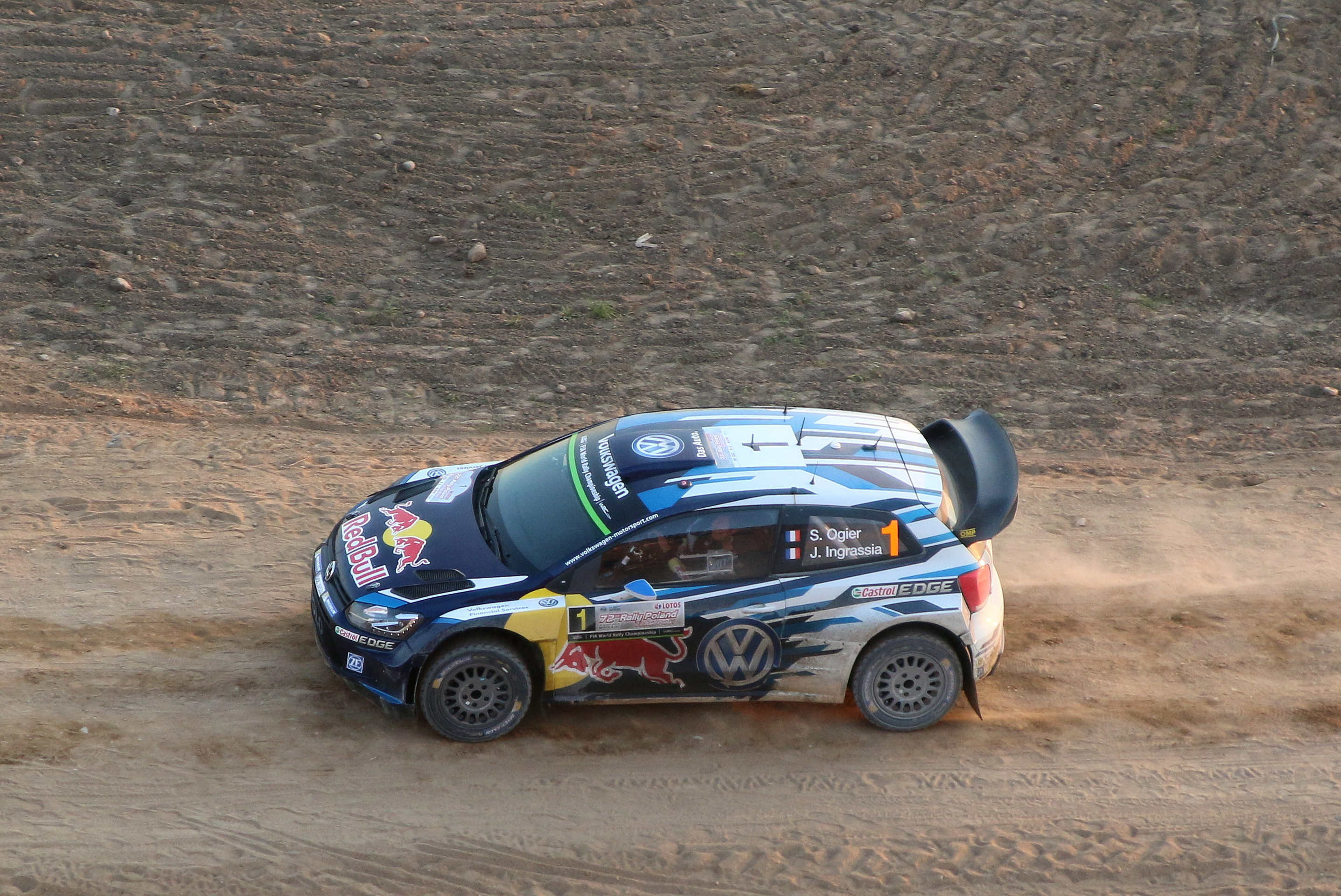
Vainqueur en 2015, Sébastien Ogier.

| Année       | Pilote                   | Voiture                  | Voiture                  |
| ----------- | ------------------------ | ------------------------ | ------------------------ |
| 1921        | Tadeusz Heyne            | Dodge                    | Dodge                    |
| 1922        | Hans Lorenz              | Steyr                    | Steyr                    |
| 1923        | Henryk Liefeldt          | Austro-Daimler           | Austro-Daimler           |
| 1923        | Jan Siroucek             | Praga Grand              | Praga Grand              |
| 1924        | Henryk Liefeldt          | Austro-Daimler           | Austro-Daimler           |
| 1925        | Charles Betague          | Austro-Daimler           | Austro-Daimler           |
| 1927        | Stanisław Szwarcsztajn   | Austro-Daimler           | Austro-Daimler           |
| 1928        | Cipriano Illiano         | Fiat 509                 | Fiat 509                 |
|             |                          |                          |                          |
| 1929        | Adam hr. Potocki         | Austro-Daimler           | g.D                      |
| 1929        | Josef Vermirovsky        | Tatra                    | g.F                      |
| 1929        | Teodor Kredl             | Praga Petit              | g.G                      |
| 1929        | Jan Ripper               | Tatra                    | g.E                      |
| 1929        | Jaroslav Heusler         | Praga Grand              | g.C                      |
| 1929        | Baron Achim Haebler      | Maybach                  | g.B                      |
|             |                          |                          |                          |
| 1930        | Michał Bitny-Szlachta    | Ford                     | g.A                      |
| 1930        | Zygmunt Rahnenfeld       | Fiat 525                 | g.B                      |
| 1930        | Adam hr. Potocki         | Austro-Daimler           | g.C                      |
|             |                          |                          |                          |
| 1937        | Paul von Guillaeume      | Adler Trumpf             | g.II                     |
| 1937        | Aleksander Mazurek       | Chevrolet Master Sedan   | g.V                      |
| 1937        | Wojciech Kołaczkowski    | DKW Meisterklasse        | g.I                      |
|             |                          |                          |                          |
| 1938        | Jan Ripper               | Fiat 1100                | g.I                      |
| 1938        | Stanisław Szwarcsztajn   | Lancia Aprilia           | g.II                     |
| 1938        | Hans Rauch               | Mercedes-Benz 230        | g.IV                     |
| 1938        | Witold Rychter           | Chevrolet Master Sedan   | g.V                      |
| 1938        | Jerzy Strenger           | Citroën Legere           | g.III                    |
|             |                          |                          |                          |
| 1939        | Tadeusz Marek            | Chevrolet Master Sedan   | g.IV                     |
| 1939        | Stefan Grossman          | Citroën                  | g.II                     |
| 1939        | Stefan Pronaszko         | Renault 4CV              | g.III                    |
| 1939        | Renato Ghisalba          | Fiat 1100                | g.I                      |
|             |                          |                          |                          |
| 1947        | Marian Wierzba           | Lancia Super Sport       | g.III                    |
| 1947        | Witold Rychter           | Chevrolet Master Sedan   | g.V                      |
| 1947        | Zygmunt Andrzejewski     | Willys                   | g.IV                     |
| 1947        | Edward Loth              | Vokswagen KdF            | g.II                     |
| 1947        | Alfred Pecko             | DKW                      | g.I                      |
|             |                          |                          |                          |
| 1948        | Ivan Hodac               | Aero Minor (en)          | g.I                      |
| 1948        | Vaclav Bobek             | Škoda 1101               | g.II                     |
| 1948        | Julian Łączyński         | Lancia                   | g.III                    |
| 1948        | A. Anton                 | BMW                      | g.IV                     |
| 1948        | Jiri Pohl                | Jaguar                   | g.V                      |
| 1948        | Józef Sucharda           | Jaguar                   | g.VI                     |
|             |                          |                          |                          |
| 1954        | Alfons Zielkowski        | DKW                      | 750 T                    |
| 1954        | Zbigniew Witkowski       | Fiat 1100                | 1300 T                   |
| 1954        | Edward Niziołek          | Opel Olympia             | 1600 T                   |
| 1954        | Zygmunt Skoczkowski      | Tatraplan                | 2000 T                   |
| 1954        | Stanisław Gustaw         | FSO Warszawa M-20        | 2600 T                   |
| 1954        | Bolesław Majkowski       | Ford                     | 2600+T                   |
| 1954        | Stanisław Rusiniak       | BMW                      | 1600 S                   |
| 1954        | Franciszek Postawka      | BMW 328                  | 1600+                    |
|             |                          |                          |                          |
| 1955        | Edward Niziołek          | Opel Olympia             | g.VI                     |
| 1955        | Bolesław Majkowski       | Ford de Luxe             | g.IX                     |
| 1955        | Marian Repeta            | FSO Warszawa M-20        | g.VIII                   |
| 1955        | Henryk Olszewski         | Škoda                    | g.IV-V                   |
| 1955        | Jerzy Zaczeniuk          | Citroën 11               | g.VII                    |
| 1955        | Jacek Dzięciołowski      | DKW                      | g.III                    |
| 1955        | Grzegorz Timoszek        | BMW 328                  | g.Sport                  |
|             |                          |                          |                          |
| 1956        | Marian Repeta            | FSO Warszawa M-20        | g.VIII                   |
| 1956        | Jerzy Opiela             | DKW                      | g.III                    |
| 1956        | Edward Niziołek          | Citroën BL 11            | g.VII                    |
| 1956        | Janusz Solarski          | Škoda 1100               | g.IV-V                   |
| 1956        | Kazimierz Tarczyński     | BMW                      | g.VI-S                   |
| 1956        | Jan Jagielski            | Opel Olympia             | g.VI                     |
|             |                          |                          |                          |
| 1957        | Adam Wędrychowski        | Zwickau P-70             | g.III-T                  |
| 1957        | Mlado Vukovic            | DKW                      | g.IV-T                   |
| 1957        | S. Vidmar                | Porsche 356 1300 S       | g.V-S                    |
| 1957        | Walerian Waryszewski     | BMW 328                  | g.VII-S                  |
| 1957        | Mieczysław Sochacki      | FSO Warszawa M-20        | g.VIII-T                 |
| 1957        | Marek Varisella          | DKW F8                   | g.III-S                  |
| 1957        | Bolesław Majkowski       | Simca 8                  | g.V-T                    |
| 1957        | Władysław Paszkowski     | Opel Olympia             | g.VII-T                  |
|             |                          |                          |                          |
| 1959        | Kurt Rüdiger             | Wartburg                 | g.IV                     |
| 1959        | Krzysztof Komornicki     | Simca Aronde             | g.V                      |
| 1959        | Henryk Ruciński          | Ford Zephyr              | g.VIII                   |
| 1959        | Stanisław Wierzba        | FSO Syrena               | g.III                    |
| 1959        | Andrzej Żymirski         | Opel Olympia             | g.VII                    |
|             |                          |                          |                          |
| 1960        | Walter Schock            | Mercedes-Benz 220SE      | Mercedes-Benz 220SE      |
| 1961        | Eugen Böhringer          | Mercedes-Benz 220SE      | Mercedes-Benz 220SE      |
| 1962        | Eugen Böhringer          | Mercedes-Benz 220SE      | Mercedes-Benz 220SE      |
| 1963        | Dieter Glemser           | Mercedes-Benz 220SE      | Mercedes-Benz 220SE      |
| 1964        | Sobieslaw Zasada         | Steyr-Puch 650TR         | Steyr-Puch 650TR         |
| 1965        | Rauno Aaltonen           | BMC Mini Cooper S        | BMC Mini Cooper S        |
| 1966        | Tony Fall                | BMC Mini Cooper          | BMC Mini Cooper          |
| 1967        | Sobieslaw Zasada         | Porsche 912              | Porsche 912              |
| 1968        | Krzysztof Komornicki     | Renault R8 Gordini       | Renault R8 Gordini       |
| 1969        | Sobieslaw Zasada         | Porsche 911S             | Porsche 911S             |
|             |                          |                          |                          |
| 1970        | Jean-Claude Andruet      | Alpine A110 1600         | Alpine A110 1600         |
| 1971        | Sobieslaw Zasada         | BMW 2002 tii             | BMW 2002 tii             |
| 1972        | Raffaele Pinto           | Fiat 124 Spider Rally    | Fiat 124 Spider Rally    |
| 1973        | Achim Warmbold           | Fiat 124 Abarth Rally    | Fiat 124 Abarth Rally    |
| 1974        | Klaus Russling           | Porsche 911 Carrera RS   | Porsche 911 Carrera RS   |
| 1975        | Maurizio Verini          | Fiat 124 Abarth          | Fiat 124 Abarth          |
| 1976        | Andrzej Jaroszewicz      | Lancia Stratos           | Lancia Stratos           |
| 1977        | Bernard Darniche         | Lancia Stratos           | Lancia Stratos           |
| 1978        | Gilbert Staepelaere      | Ford Escort RS           | Ford Escort RS           |
| 1979        | Antonio Zanini           | Fiat 131 Abarth          | Fiat 131 Abarth          |
|             |                          |                          |                          |
| 1980        | Antonio Zanini           | Porsche 911              | Porsche 911              |
| 1981 à 1983 | Épreuve non disputée     | Épreuve non disputée     | Épreuve non disputée     |
| 1984        | Ingvar Carlsson          | Mazda RX-7               | Mazda RX-7               |
| 1985        | Branislav Küzmič         | Renault 5T               | Renault 5T               |
| 1986        | Branislav Küzmič         | Renault 5T               | Renault 5T               |
| 1987        | Attila Ferjáncz          | Audi Coupé Quattro       | Audi Coupé Quattro       |
| 1988        | Marc Soulet              | Ford Sierra RS Cosworth  | Ford Sierra RS Cosworth  |
| 1989        | Robert Droogmans         | Ford Sierra RS Cosworth  | Ford Sierra RS Cosworth  |
|             |                          |                          |                          |
| 1990        | Robert Droogmans         | Lancia Delta Integrale   | Lancia Delta Integrale   |
| 1991        | Piero Liatti             | Lancia Delta Integrale   | Lancia Delta Integrale   |
| 1992        | Erwin Weber              | Mitsubishi Galant VR-4   | Mitsubishi Galant VR-4   |
| 1993        | Robert Droogmans         | Ford Escort Cosworth     | Ford Escort Cosworth     |
| 1994        | Patrick Snijers          | Ford Escort Cosworth     | Ford Escort Cosworth     |
| 1995        | Enrico Bertone           | Toyota Celica T 4WD      | Toyota Celica T 4WD      |
| 1996        | Krzysztof Holowczyc      | Toyota Celica T 4WD      | Toyota Celica T 4WD      |
| 1997        | Patrick Snijers          | Ford Escort Cosworth WRC | Ford Escort Cosworth WRC |
| 1998        | Krzysztof Holowczyc      | Subaru Impreza WRC       | Subaru Impreza WRC       |
| 1999        | Robert Gryczyński        | Toyota Corolla WRC       | Toyota Corolla WRC       |
|             |                          |                          |                          |
| 2000        | Henrik Lundgaard         | Toyota Corolla WRC       | Toyota Corolla WRC       |
| 2001        | Leszek Kuzaj             | Toyota Corolla WRC       | Toyota Corolla WRC       |
| 2002        | Janusz Kulig             | Ford Focus WRC           | Ford Focus WRC           |
| 2003        | Miguel Campos            | Peugeot 206 WRC          | Peugeot 206 WRC          |
| 2004        | Luca Pedersoli           | Peugeot 306 Maxi Kit Car | Peugeot 306 Maxi Kit Car |
| 2005        | Krzysztof Holowczyc      | Subaru Impreza N11       | Subaru Impreza N11       |
| 2006        | Leszek Kuzaj             | Subaru Impreza N12       | Subaru Impreza N12       |
| 2007        | Oscar Svedlund           | Subaru Impreza N12       | Subaru Impreza N12       |
| 2008        | Michał Bębenek           | Mitsubishi Lancer Evo IX | Mitsubishi Lancer Evo IX |
| 2009        | Mikko Hirvonen (66e éd.) | Ford Focus RS WRC 08     | Ford Focus RS WRC 08     |
|             |                          |                          |                          |
| 2010 (ERC)  | Kajetan Kajetanowicz     | Subaru Impreza STR09     | Subaru Impreza STR09     |
| 2011 (ERC)  | Kajetan Kajetanowicz     | Subaru Impreza STi R4    | Subaru Impreza STi R4    |
| 2012 (ERC)  | Esapekka Lappi           | Škoda Fabia S2000        | Škoda Fabia S2000        |
| 2013 (ERC)  | Kajetan Kajetanowicz     | Ford Fiesta R5           | Ford Fiesta R5           |
| 2014        | Sébastien Ogier          | Volkswagen Polo R WRC    | Volkswagen Polo R WRC    |
| 2015        | Sébastien Ogier          | Volkswagen Polo R WRC    | Volkswagen Polo R WRC    |
| 2016        | Andreas Mikkelsen        | Volkswagen Polo R WRC    | Volkswagen Polo R WRC    |
| 2017        | Thierry Neuville         | Hyundai i20 Coupe WRC    | Hyundai i20 Coupe WRC    |
| 2018        | Nikolay Gryazin          | Škoda Fabia R5 (en)      | Škoda Fabia R5 (en)      |
| 2019        | Alexey Lukyanuk          | Citroën C3 R5            | Citroën C3 R5            |
| 2021        | Alexey Lukyanuk          | Citroën C3 Rally2        | Citroën C3 Rally2        |
| 2022        | Mikołaj Marczyk (en)     | Škoda Fabia Rally2 evo   | Škoda Fabia Rally2 evo   |
| 2023        | Mārtiņš Sesks            | Škoda Fabia RS Rally2    | Škoda Fabia RS Rally2    |
| 2024        | Kalle Rovanperä          | Toyota GR Yaris Rally1   | Toyota GR Yaris Rally1   |

### Victoires par constructeur depuis 1960(ERC/WRC)
- 9 : .Ford
- 6 : .Subaru .Toyota
- 4 : .Mercedes .Fiat, Lancia
- 3 : .Porsche .Renault
- 2 : .BMC/BL .Mitsubishi .Peugeot .Volkswagen
- 1 : .Steyr .Alpine .BMW .Mazda .Audi .Peugeot .Škoda